# Natascha Stenvert
Natascha Anouschka Stenvert (Assen, 6 januari 1971) is een Nederlands illustrator.

## Biografie
Natascha Stenvert is geboren in Assen. Ze groeit samen met haar vader, moeder en zusje op in Annen, Drenthe. Als kind leest, tekent en knutselt ze graag. Na haar middelbare school in Groningen gaat Stenvert studeren aan de academie voor beeldende kunst en vormgeving 'Minerva' in Groningen, waar ze in 1995 afstudeert.

## Werk
In 1995 wint Stenvert een illustratiewedstrijd van uitgeverij Lemniscaat. Dit geeft haar de kans om haar eerste uitgegeven prentenboek te maken: eerst als geschenkboekje, later als hardcover prentenboek ('het lelijke jonge eendje', van H.C. Andersen).
Ze werkt veel samen met kinderboekenschrijvers Pieter Feller, Vivianne den Hollander, en Fiona Rempt. Maar ook met kinderpopster Dirk Scheele en astronaut André Kuipers met wie ze in 2012 het eerste in de ruimte verzonnen prentenboek maakt. Haar werk is uitgegeven en werd op wereldwijde exposities getoond, onder andere in België, China, Denemarken, Frankrijk, Italië, Korea, en Singapore. In 2013 wordt haar werk uitgekozen als een van de Nederlandse vertegenwoordigers voor Biënnale in Bratislava, een van de oudste internationale tentoonstellingen van illustraties voor kinderboeken.

## Kolletje
In 2005 bedenkt Stenvert samen met schrijver Pieter Feller 'Kolletje', een kinderboek vol korte (voorlees)verhaaltjes over een vrolijk eigenwijs kleutermeisje met toversokken. De verhaaltjes met kleurrijke illustraties worden bekroond met de 'pluim van de maand' (2005). In 2009 wint het verzamelboek 'Kolletje, het grote verhalenboek' zowel de kinderboekwinkel jury als de kinderboekwinkel publieksprijs.
'Bramenjam' (2010) is het eerste prentenboek dat Stenvert helemaal alleen maakt. 'Bramenjam' komt in de prentenboeken Top 10 voor de nationale voorleesdagen 2012. In 'De nepbeesten van Basje Berenklauw' (2012) doet Stenvert naast de illustraties ook de tekst. Het jaar daarop verschijnt wederom een woordloos prentenboek genaamd 'de Streep'.

## Bekroningen
- Een ongelofelijk grote, ongelofelijk gevaarlijke leguaan  - Leespluim februari 2025

## Lesboeken
- 2002: New Interface Yellow label coursebook 1, (ThiemeMeulenhoff)
- 2003:	New Interface Red label coursebook 2, (ThiemeMeulenhoff)
- 2003:	New Interface Blue label course book 2, (ThiemeMeulenhoff)
- 2003:	Taaljournaal 4 activiteit, A.Foudraine
- 2003:	Taaljournaal lesboek 6, K. Jansen
- 2004:	Taaljournaal lesboek 7, K. Jansen
- 2004:	New Interface Red label, (ThiemeMeulenhoff)
- 2004:	New Interface Yellow label 3, (ThiemeMeulenhoff)
- 2005:	New Interface Red label 4 course book, (ThiemeMeulenhoff)
- 2007:	Spelling in beeld werkboek C2, P. stapel
- 2008:	Taal in beeld werkboek E2, B. Verschuren ea.
- 2008:	Zin in taal werkboek D1, J. van de Gein
- 2009:	Wijzer door de natuur en techniek 6, Siemensma en Valkenier
- 2009:	Anderland, F. Piekart
- 2009:	Anderland werkboek plus, E. koekebacker e.a.